# Parque das Nações (Manaus)
Parque das Nações é um conjunto  da Zona  Centro-Sul de Manaus.

## História
Foi iniciado com um loteamento em 20 de maio 1996. Várias partes do conjunto  ainda não estão ocupadas o que fez com que muitos vereadores de Manaus e autoridades defendessem que o conjunto  perdesse o título e voltasse a ser considerado um loteamento, apesar da população do local ser acima de 15 mil moradores.
O conjunto, que surgiu em 1996, passou por inúmeras reintegrações de posse como aconteceu na rua Argentina quando 3 lotes foram devolvidos aos seus respectivos proprietários, lembrando que a última reintegração de posse havia ocorrido 7 anos antes.

## Atualidade
O conjunto Parque da Nações bairro (Flores) ainda carece de bastante infraestrutura adequada aos seus moradores, como um local adequando para feiras de rua, uma academia das cidades, um centro de desportos e lazer para as crianças e adolescentes, um ponto de apoio para policiamento 24h.

## População
Dados do Bairro
- População: 15.333 moradores

## Transportes
Parque das Nações é servido pela empresa de ônibus Amazon Líder.